# 瓦波爾庫埃國家公園
瓦波爾庫埃國家公園（西班牙語：Parque nacional Vapor Cué），是巴拉圭的國家公園，位於該國中部科迪勒拉省，處於卡拉瓜泰4公里，成立於1978年，面積56公頃，距離亞松森98公里。